# Guibre

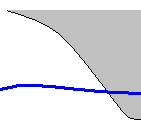
Schema d'une guibre

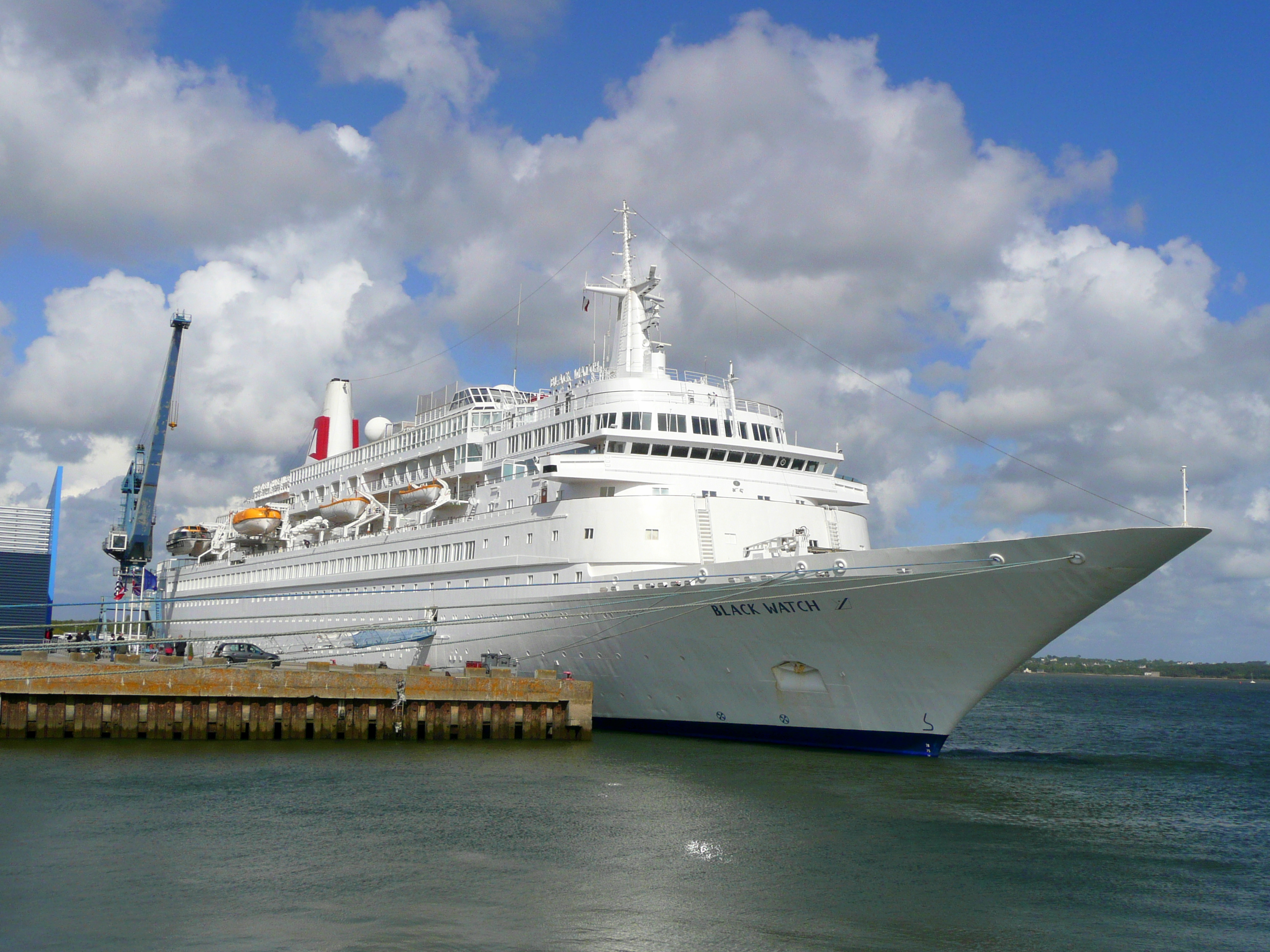
Guibre sur un paquebot

La guibre est une étrave de bateau, de forme tulipée (concave), entre la ligne de flottaison et l'extrémité avant du pont, que l'on rencontre souvent sur les bateaux méditerranéens, par exemple les boutres arabes.
Sa fonction principale, très utile notamment en Méditerranée, est de défléchir les vagues et embruns en particulier lors de la navigation dans le clapot et les vagues courtes. De plus, cela augmente considérablement le volume de l'avant du bateau, ce qui l'empêche d'enfourner (planter l'étrave dans les vagues), ainsi que la surface du pont avant, ce qui facilite les manœuvres notamment par gros temps.
Elle pouvait également être rapportée sur l'étrave (« fausse guibre ») et se terminer par une figure de proue : statue, animal symbolique ou écusson. Elle fournissait un point d'appui pour l'attache du beaupré ou « bout-dehors ».
La fausse guibre était très fréquente dans les formes des voiliers du XVIIIe au XIXe siècle, donnant souvent beaucoup d'élégance à la ligne générale d'un navire (comme les bricks et les frégates), elle fut progressivement abandonnée par les charpentiers de marine au profit d'étraves droites, notamment à cause des difficultés de construction, lors de l'adoption de l'acier au cours du XIXe siècle.
Éric Tabarly, en concevant la célèbre goélette Pen Duick III, a repris cette forme originale, surtout, pour prolonger le plan de voilure sur l'avant sans déséquilibrer la carène. Sur les voiliers actuels, un bout-dehors amovible remplit cette fonction.
Cette étrave est également utilisée depuis 1917 (et le lancement de la classe New Mexico) sur les cuirassés de la marine de guerre américaine.